# فهرست جزیره‌های اندونزی

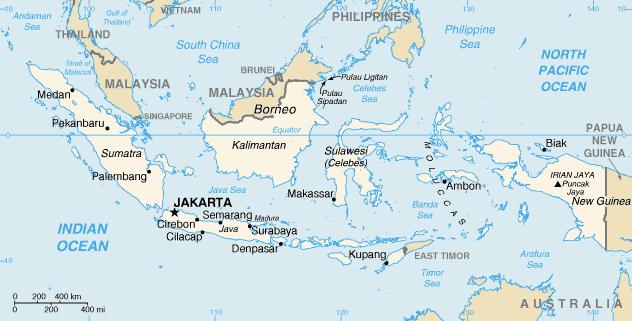
نقشه اندونزی

کشور اندونزی مجمع‌الجزایری است که بر پایه تصاویر ماهواره‌ای از ۱۳٫۵۰۰ جزیره تشکیل شده‌است. ۶۰۰۰ از این جزیره‌ها مسکونی هستند.
جزایر اصلی اندونزی:
- جزایر سوندای بزرگ
  - بورنئو — که میان کالیمانتان، برونئی، و مناطق صباح و ساراواک کشور مالزی بخش شده‌است.
  - جاوه
  - سولاوسی
  - سوماترا
- گینه نو — بخش شده میان پاپوآی اندونزی (ایریان جایای پیشین) و کشور پاپوآ گینه نو)

دیگر جزایر اندونزی:
- جزیره بانگکا
- بلیتونگ
- مادورا
- جزایر منتاوائی
  - سیبروت
- جزایر ناتونا
- نیاس
- پاسومپاهان
- سیمئولوئه
- جزایر تالائود
- هزار جزیره (در زبان اندونزیایی: Kepulauan Seribu)
- جزایر ریائو
  - باتام
  - بینتان
  - کاریمون

- جزایر سوندای کوچک:
  - آدونارا
  - جزایر آلور
    - آلور
    - بوئایا
    - کپا
    - پانتار
    - پورا
    - تِرِوِنگ

  - بالی
  - فلورس
  - کومودو
  - لومبوک
  - پالوئه
  - جزیره روته
  - سولور
  - سومبا
  - سومباوا
  - جزیره تیمور— بخش شده میان تیمور غربی اندونزی و کشور مستقل تیمور شرقی
- جزایر ملوک (یا مولوکو)
  - آمبون (آمبوینا)
  - جزایر آرو (Kepulauan Aru)
  - باکان
  - جزایر باندا (Kepulauan Banda)
  - جزایر بارات دایا
    - دامار
    - رومانگ
    - وتار

  - بورو
  - هالماهرا
  - موروتای
  - ترناته
  - تیدوره
  - هاروکو
  - جزایر کای
  - جزایر لتی
  - ماچیان
  - ساپاروآ
  - سرام
  - جزایر تانیمبار (Kepulauan Tanimbar)
    - لارات
    - سلارو
    - وولیارو
    - یامدنا